# Thomas Shields
Thomas Shields, né le 11 juillet 1991 à Panama City (Floride), est un nageur américain spécialiste de papillon.

## Carrière
Aux championnats du monde en petit bassin 2012, il a obtenu la médaille d'argent au 100 mètres papillon puis le bronze au 50 m papillon et enfin remporte l'or au relais 4 × 100 m quatre nages avec Matt Grevers, Kevin Cordes et Ryan Lochte.

## Palmarès

### Jeux olympiques
- Jeux olympiques de 2020 à Tokyo :
  -  Médaille d'or sur le relais 4 × 100 m quatre nages (ne dispute que les séries)

### Championnats du monde

#### Grand bassin
- Championnats du monde 2015 à Kazan :
  -  Médaille d'or du relais 4 × 100 m quatre nages.

#### Petit bassin
- Championnats du monde 2012 à Istanbul :
  -  Médaille d'or sur le relais 4 × 100 m quatre nages.
  -  Médaille d'argent au 100 mètres papillon.
  -  Médaille de bronze au 50 mètres papillon.

- Championnats du monde 2014 à Doha :
  -  Médaille d'argent au 100 mètres papillon.
  -  Médaille d'argent du relais 4 × 50 m nage libre.
  -  Médaille d'argent du relais 4 × 100 m 4 nages.
  -  Médaille de bronze sur le relais 4 × 100 m nage libre.
  -  Médaille de bronze sur le relais 4 × 50 m quatre nages.

- Championnats du monde 2016 à Windsor :
  -  Médaille d'or sur le relais 4 × 50 m quatre nages mixte.
  -  Médaille d'argent au 50 mètres papillon.
  -  Médaille d'argent au 100 mètres papillon.
  -  Médaille d'argent au 200 mètres papillon.
  -  Médaille d'argent sur le relais 4 × 50 m nage libre.
  -  Médaille d'argent sur le relais 4 × 50 m quatre nages.
  -  Médaille de bronze sur le relais 4 × 100 m nage libre.

- Championnats du monde 2021 à Abou Dabi :
  -  Médaille d'or sur le relais 4 × 50 m quatre nages.
  -  Médaille de bronze sur le relais 4 × 100 m nage libre.